# Geografía de la República Popular China
La República Popular China se extiende desde el meridiano 73 °E hasta 135 °E, abarcando una doceava parte de la longitud del mundo. Es el tercer país más extenso en superficie terrestre del mundo y el país más habitado, con un 17,83% de la población mundial en 2024. 
Pese a que las ciudades más grandes de China se encuentran bien estructuradas, el resto de la red urbana carece de una estructuración al mismo nivel. Las ciudades medianas más allá de las capitales de las treinta provincias son poco comunes. Las provincias, por su parte, son demasiado grandes como para servir en su totalidad a la mayoría de las capitales. En las últimas décadas la emigración del campo a la ciudad ha sido muy extendida y empiezan a sentirse los primeros signos de superpoblación. Para evitar esto, las autoridades chinas han comenzado planificar ciudades nuevas como centro urbano con similares oportunidades que las grandes urbes, dedicando mucho capital a estos proyectos. Estas ciudades medianas tratan de canalizar y ordenar el mundo rural inmediato, proporcionando productos a los grandes centros urbanos. Cada ciudad lleva a cabo un fuerte programa de desarrollo; lo que le obliga a drenar fuerza de trabajo y capital del campo. Está por ver si esta serie de proyectos urbanísticos redistribuyen los habitantes de las grandes urbes o si por el contrario, solo desequilibran más la distribución de la población con más gente recién llegada del campo. 
En China se encuentran algunas de las ciudades más grandes del mundo, como Pekín, Shanghái, Chongqing y Tianjin, todas ellas con más de 5 000 000 de habitantes. No aparece la macrocefalia de otros países subdesarrollados, pero solo porque es un país muy grande y la población no se concentra en una sola ciudad.

## Relieve

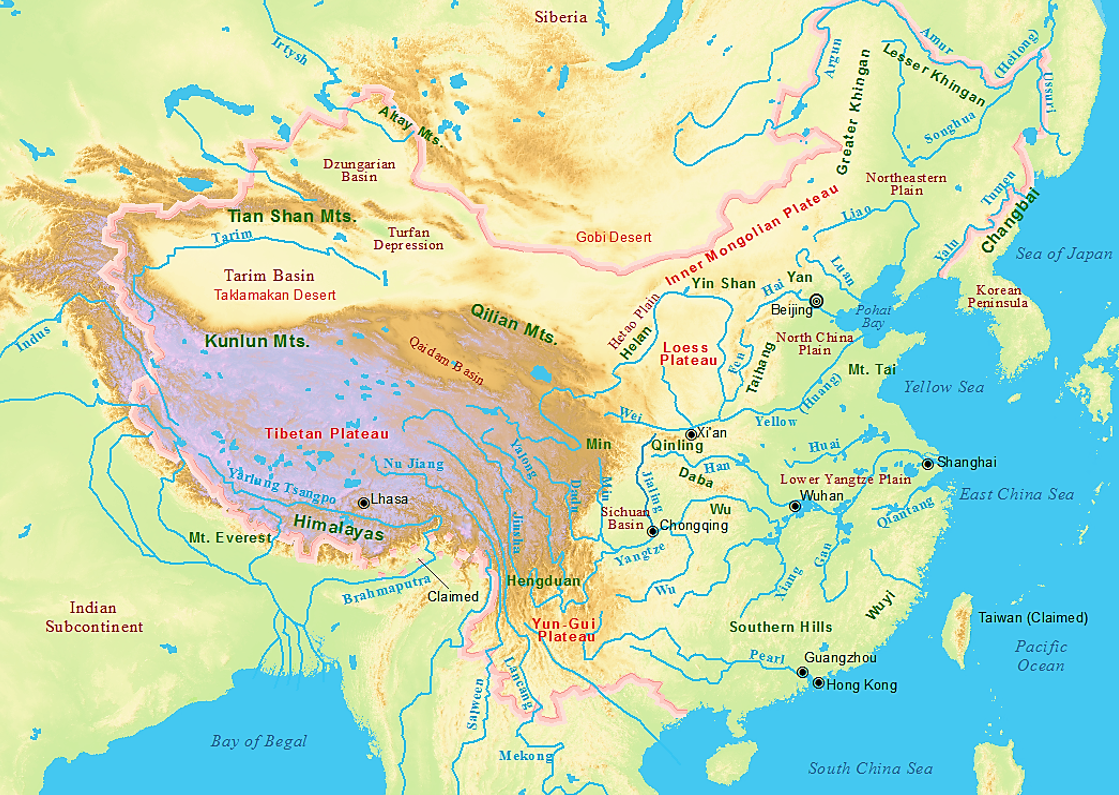
Relieve de China

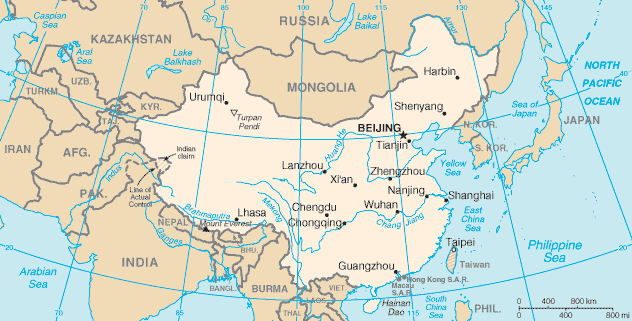
Mapa de China.

El territorio de China es muy diverso, pero está principalmente marcado por las montañas (el 40% del territorio chino tiene más de 2000 metros de altitud) y los desiertos (que ocupan el 11,4 % del país). Los geógrafos distinguen en general tres grandes conjuntos escalonados, con un gradiente decreciente de altitud de oeste a este. Un escarpe continental que se extiende desde el Gran Khingan a la Meseta Yunnan-Guizhou pasando por las Montañas Taihang, separa las áridas planicies del norte y oeste de las fértiles llanuras del este decir, donde se concentra la gran mayoría de la población y la agricultura intensiva.

### El oeste de China: montañas, altas mesetas y depresiones
Las montañas en China se encuentran entre las más elevadas de Asia y del mundo. Los principales ríos del país tienen allí su nacimiento.
El Himalaya separa el mundo chino (al norte), del mundo indio (al sur). La cadena alcanza un máximo de 8850 m en el Everest, situado en la frontera chino-nepalesa. Hacia el norte se encuentra la meseta tibetana, bordeada por el Karakorum y las montañas Kunlun. Estos últimos se dividen en varias ramas según avanzan hacia el este desde la meseta de Pamir. Las ramas norte, el Altyn Tagh y el Qilian Shan, forman el borde de la meseta tibetana y bordean la cuenca de Qaidam, una región desértica y muy pantanosa que tiene numerosos lagos de sal. La rama sur de las montañas Kunlun divide la cuenca del Huang He y la del río Yangtze.
El noroeste de China está ocupado por dos cuencas desérticas separadas por la cadena de Tian Shan: al sur, la cuenca de Tarim, la más grande del país, rica en carbón, petróleo y minerales y la Zungaria al norte. Por último, la frontera con Mongolia está marcada por el macizo de Altái y el desierto de Gobi, que se extiende al norte de las montañas Qinling. El corredor de Gansu, al oeste de la curva del Huang He, fue uno de los principales ejes de comunicación con el Asia central.

### La diversidad del centro

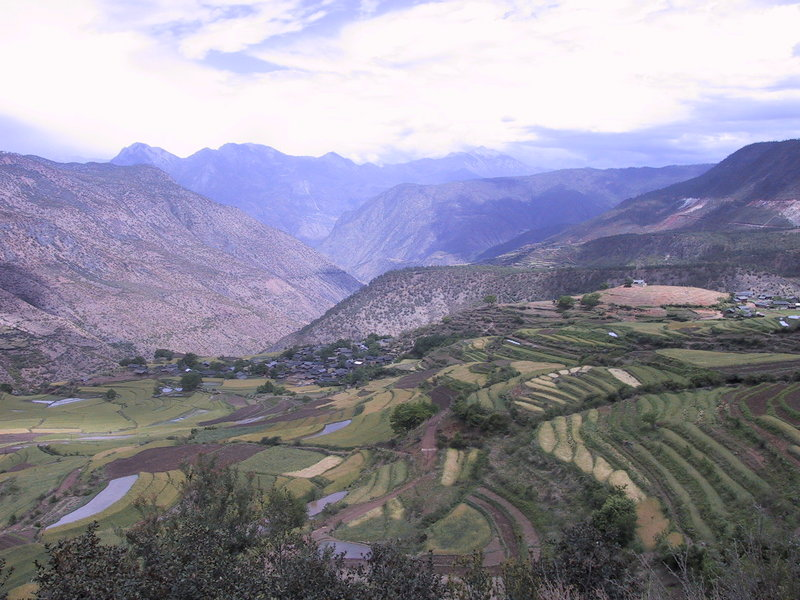
Paisaje de montañas de Yunnan

El centro de China es, en promedio, menos elevado que las regiones occidentales del país. El relieve está formado por montañas medianas, mesetas, colinas y depresiones. Sin embargo, se pueden distinguir varios subconjuntos
Al norte de la Gran Muralla China está la meseta de Mongolia a una altitud media de 1000 metros; está atravesada de este a oeste por las montañas Yin de alrededor de 1.400 metros de altitud. Al sur se encuentra la meseta más grande de loess del mundo, con una superficie de 600 000 km² a caballo entre las provincias de Shaanxi, Gansu y Shanxi , así como una parte de la región autónoma de Ningxia.
Al sur de las montañas Qinling se encuentran las regiones densamente pobladas y altamente industrializadas de las llanuras del Yangtze, así como aguas arriba la cuenca de Sichuan.
Secundaria a las montañas Qinling en tanto que es una frontera interior, la cadena de Nanling es la más meridional de todas las cadenas que atraviesan el país de este a oeste. Al sur de Nanling, el clima tropical permite dos cosechas de arroz al año. Al sur se encuentra la cuenca del río Perla. Al oeste, la meseta de Yunnan-Guizhou se eleva en dos fases, llegando respectivamente a 1200 y a 1800 metros sobre el nivel del mar, en dirección a las montañas que marcan la frontera oriental de la meseta tibetana.
La parte sur de este conjunto se caracteriza por su altitud: Yunnan se caracteriza por su topografía kárstica y sus valles encajonados.

### El este de poca altitud
Aparte la media montaña del sureste (Fujian), las regiones costeras consisten en llanuras y colinas bajas, aptas para la agricultura y con una alta densidad humana. Es en esta región donde los tres principales ríos chinos desembocan en el mar, formando deltas. La costa sur es más recortada que la norte.

## Desiertos

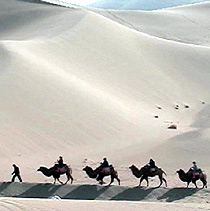
Vista de las dunas del desierto de Kumtag

El área ocupada por desiertos es de 1 095 000 km², el 11.4% del país, con 637  000 km² de desiertos de arena y 458 000 km² de desiertos pedregosos. Los desiertos se encuentran principalmente en el noroeste y norte, en las provincias de Xinjiang, Qinghai, Gansu, Mongolia Interior y Shaanxi. La zona de desierto en Xinjiang es la más grande, con desiertos de arena y piedra, que suponen alrededor del 60% de la superficie del desierto de todo el país. Estas zonas están ubicadas lejos de la costa y tienen un típico clima continental, caracterizado por la sequía, la escasez de precipitaciones, la luz del sol siempre, las fluctuaciones extremas de temperatura y la frecuencia de fuertes vientos. Los principales desiertos son:
- desierto de Taklamakán, ubicado al sur de las montañas Tian Shan y en el centro de la cuenca del Tarim, en Xinjiang. Su longitud es de 1000 km, su anchura de 400 km y su superficie 327 000 km². No solo es el desierto más grande en China, sino también uno de los más grandes del mundo.

- desierto de Lop Nor, ubicado también al sur de las Tianshan y en el extremo oriental de la cuenca del Tarim, en Xinjiang. Tiene una superficie de unos 50.000 km².

- desierto de Gurbantunggut, situado en el centro de la cuenca de Junggar, en el norte de Xinjiang, con una superficie de 47 300 km². Su precipitación anual alcanza 70-150 mm, por lo que no es tan seco como en el desierto de Taklimakan.

- desierto de Badain Jaran, situado en la parte suroeste de las banderas de Alxa, en el oeste de la región autónoma de Mongolia Interior, en el centro de la zona del desierto de Alxa, con una superficie de 47 100 km². Las dunas forman el 83% de la superficie total. Hay 144 pequeños lagos se encuentran dispersos por las grandes llanuras entre las montañas de arena. El agua es muy salada y su contenido mineral es alto. Sin embargo, en el borde de algunas de estas cuencas se produce agua dulce potable.

- desierto de Tengger, situado en la región sureste de Mongolia Interior, con una superficie de 36 700 km². En su cuenca se encuentran dispersos pantanos, que representan el 7% de su superficie total, así como colinas, valles, y llanuras. Hay 422 cuencas de lagos, grandes y pequeños, de los cuales 251 tienen agua que puede ser utilizada para la transformación del desierto.

- desierto de Mu-Us, situado en la parte norte de la provincia de Shaanxi al norte de la Gran Muralla y en la parte sur de Mongolia Interior. Su superficie es de 25 000 km². La precipitación anual llega a 250-440 mm aquí, por lo que esta zona es rica en aguas superficiales y subterráneas, que prevé una buena y variada vegetación.

Hay otros desiertos importantes, como el desierto de Horqin, de 24 600 km², en la parte oriental de Mongolia Interior; el desierto de Kumtag, de 19 500 km², al sureste del desierto de Lop Nor, en Xinjiang; el desierto de Ulanbuh, de 10 300 km², en la parte oriental del desierto de Alxa, en Mongolia Interior y limita al este con el río Amarillo; o la zona desértica de la cuenca de Qaidam, en la provincia de Qinghai, que cubre un área de 33 100 km².

## Hidrografía
El territorio chino se divide en dos zonas. Al oeste una zona endorreica, que abarca ⅓ del territorio chino, con una hidrografía que no desemboca en el mar, y una zona exorreica, al Este, que abarca los ⅔ del territorio. Hay en China cerca de 50 000 ríos con una cuenca de más de 100 km² y más de 2800 lagos de más de 1 km².
En la zona endorreica hay 3 grandes cuencas principales. La cuenca del alto Tíbet con 1 000 000 de km² que comprende el 0,1% del caudal chino. La cuenca de Xinjiang, de 2 000 000 km² y el 0,3% del caudal de China. Por último, la zona occidental de Mongolia, con 400 000 km², es el desierto de Gobi y no existen corrientes permanentes.
El área exorreica tiene varias cuencas principales. Se encuentra la cuenca del río Amur, que abarca un área de 1 000 000 km² y drena el 7% de todo el caudal chino, tiene 3 afluentes principales. La China del Norte 650 000 km². Con unos caudales débiles, pero con crecidas extremadamente brutales debidas a la concentración de las precipitaciones que se producen en solo dos meses. Récord del mundo de turbidez. La red del Sureste de 200 000 km². El curso de los ríos es fuerte, pero son cortos. Con gran alimentación (monzones, tifones)tienen un considerable caudal pero con una turbidez menor que en el Norte. La red del Sur, tiene un gran río el Xi Jiang que nace en Yunnan y va a desembocar en el río Perla. Con una cuenca 2 veces menor que la del Río Amarillo, pero que tiene un caudal 5 veces mayor, en el verano el caudal puede llegar a 50 000 m³/s. Este es uno de los ríos menos peligrosos de China. La red del Suroeste se compone de los ríos que nacen en el Tíbet y que, a continuación, fluyen hacia la India y hacia la península de Indochina. Los ríos discurren encajonados y son alimentados por el monzón de Bengala y el deshielo.

### Ríos

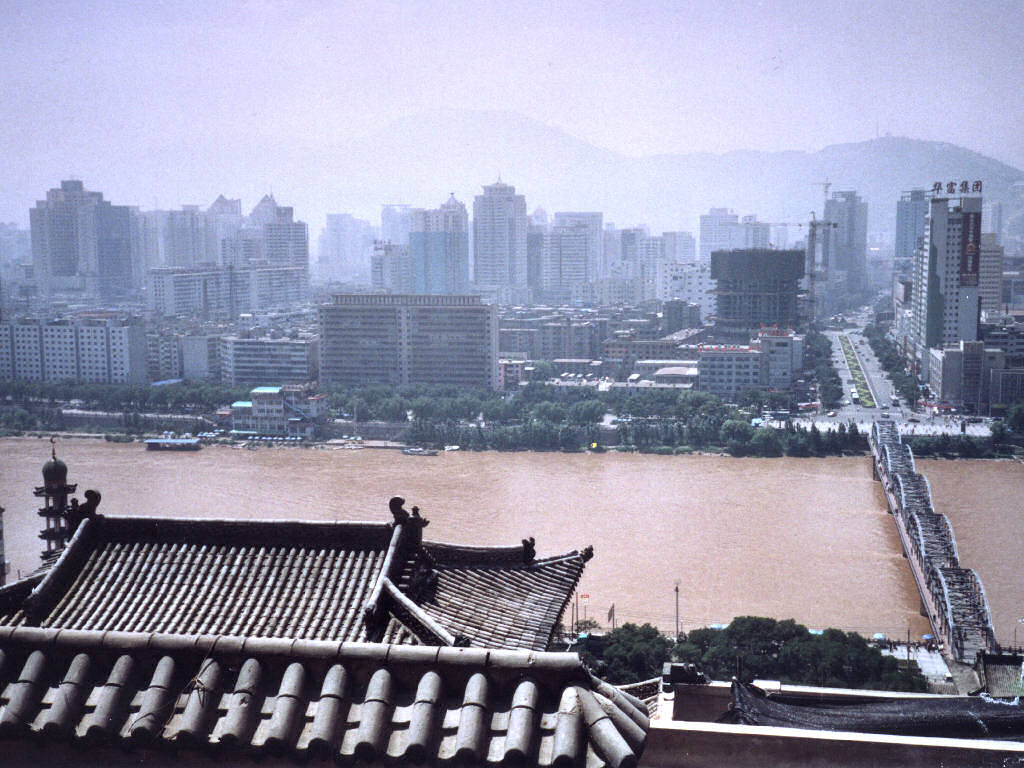
El Huang He en Landzhou

El Yangtze es el río más largo de China, el tercer río más largo del mundo después del Nilo y del Amazonas. Es navegable en la mayor parte de su recorrido y en él se encuentra la presa de las Tres Gargantas. Nace en el Tíbet y recorre 6300 km atravesando el centro de China, drena una cuenca de 1,8 millones de km² antes de desembocar en el mar de China. La cuenca de Sichuan, tiene un clima templado y húmedo y una larga temporada de crecimiento, por lo que es propicio para numerosos cultivos. La provincia es una importante productora de seda y una importante región minera e industrial.
El Río Amarillo (Huang He) tiene su origen en el altiplano tibetano, enseguida fluye a través de las llanuras del norte de China, centro histórico de la expansión de la cultura china. Sus suelos aluviales muy ricos han sido cultivadas desde la Prehistoria. La llanura es una continuación de la llanura de Manchuria hacia el suroeste, a pesar de que está separada por el Mar de Bohai.
El Hai He como el río Perla y otros grandes ríos, corre de oeste a este. Su curso, aguas arriba, se forma con hasta cinco ríos que confluyen en Tianjin. A continuación, recorre 70 km antes de desembocar en el mar de Bohai. El río Huái nace en la provincia de Henan y alimenta varios lagos antes de desembocar en el Yangtze, cerca de Yangzhou.

### Mares
Las aguas territoriales chinas son principalmente los mares del Océano Pacífico que bañan alrededor de 5000 islas a lo largo de los 14 000 km de costa. La costa es rocosa, principalmente al sur de la Bahía de Hangzhou, más arenosa en el norte.

## Clima

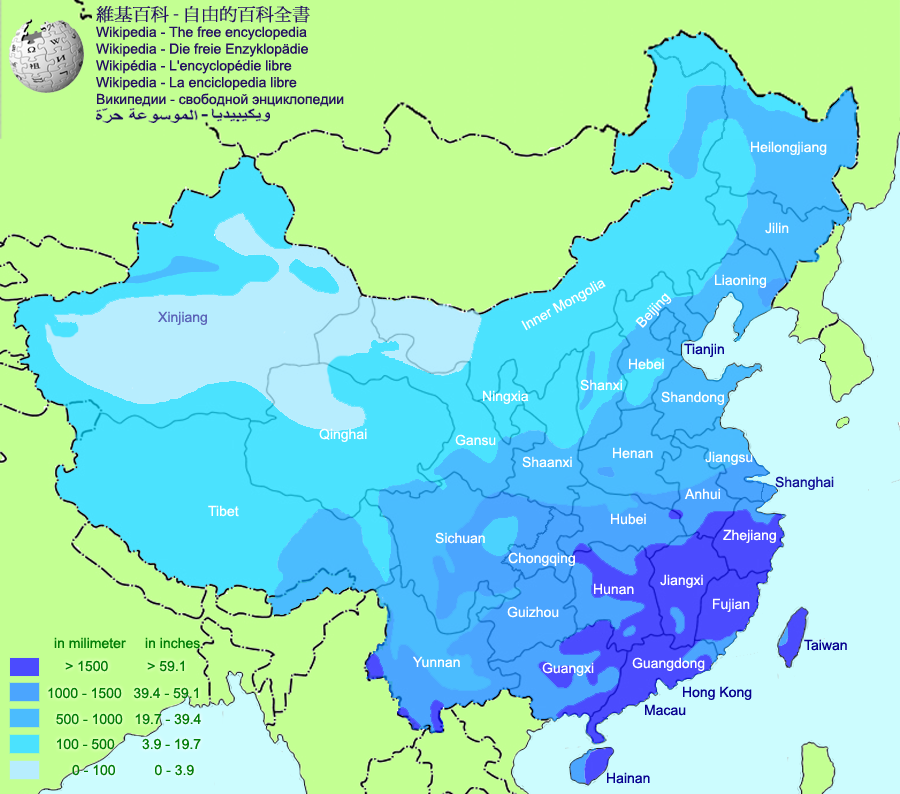
Mapa de precipitaciones anuales.

El clima de China es muy variado, subtropical (a veces llamado «clima chino») en el sur (de la isla de Hainan en Shanghái) hasta el subártico en el norte (provincia de Heilongjiang),[cita requerida] y marcado por el monzón. Es el monzón el responsable de una gran parte de la lluvia recibida por las diferentes regiones del país. La distribución de la población de China está relacionada con las zonas climáticas.
Si la diferencia de temperatura entre el norte y el sur es muy elevada en invierno, es mucho menor en verano. Así pues, la máxima media en enero es inferior a 0 ° en el norte de Heilongjiang y la temperatura puede bajar hasta 30– °C. Las medias del mes de julio superan los 20 °C. En comparación, la media de enero es superior a 10 °C en el centro y en el sur de Cantón llegan a 28 °C en julio. La costa sureste está muy expuesta a riesgo de huracanes de julio a septiembre. Estas tormentas tropicales provocan cada año importantes desastres causados por violentos vientos y por inundaciones. 
Las variaciones regionales de las precipitaciones son más importantes que las de las temperaturas. Al sur de las montañas Qinling, las precipitaciones son abundantes, especialmente durante el monzón de verano. El nordeste, sin embargo, es mucho más seco debido a la presencia de un anticiclón en el invierno. En el centro-norte, el desierto de Gobi está considerado un desierto frío y sometido a tormentas de arena. Al noroeste, el desierto de Taklamakán es un desierto donde la agricultura es posible solamente en los oasis. Al suroeste, las tierras altas del Tíbet también son bastantes secas, debido a la barrera del Himalaya que bloquea el aire húmedo procedente del sur.

## Huso horario
Pese a que China se extiende en el sentido este-oeste a lo largo de 61°36′ paralelos (entre la longitud 134°46ʼ79ʼʼ E y 73°33ʼ27ʼʼE) el país tiene un solo huso horario. Esto implica que en el extremo oeste el sol se encuentra en su máxima altura a las 3 p. m., mientras en el extremo este ello ocurre a las 11 a. m.. Debido a esto, los habitantes del extremo oeste han atrasado la vida para no comenzar las actividades de noche.

## Recursos naturales

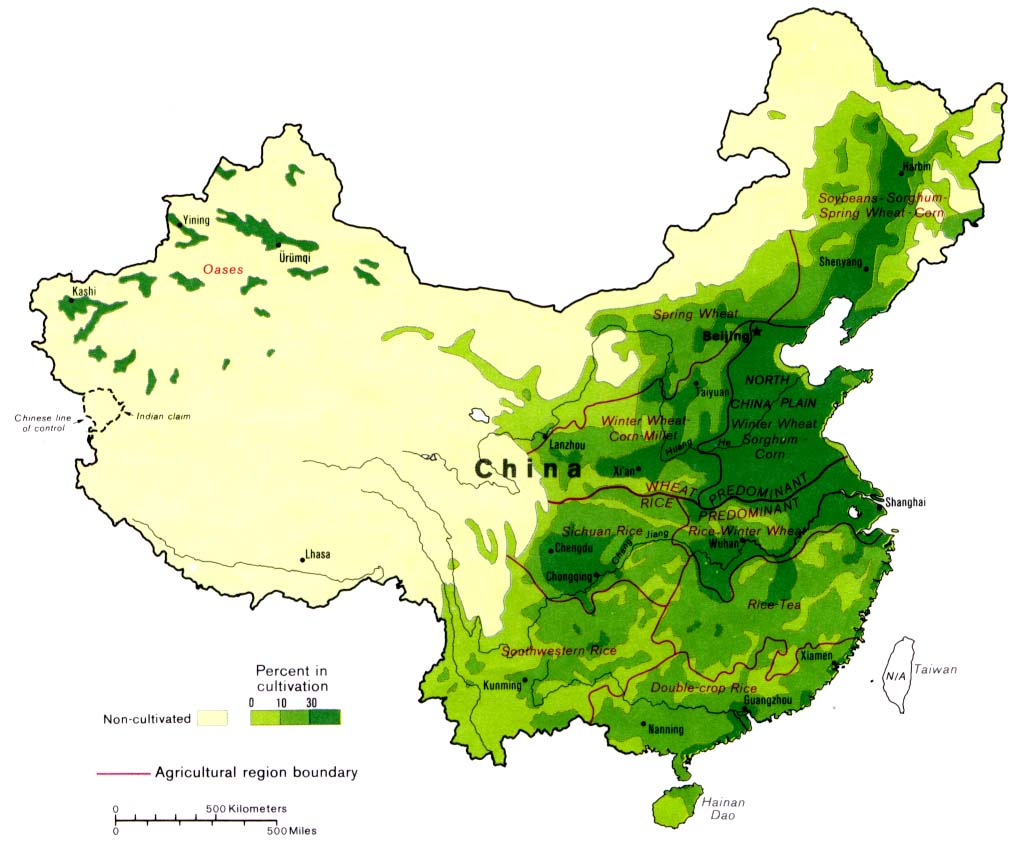
Mapa de la superficie cultivada

Los principales recursos naturales de China son: carbón, mineral de hierro, petróleo, gas natural, mercurio, estaño, wolframio, antimonio, manganeso, molibdeno, vanadio, magnetita, aluminio, plomo, zinc, uranio, energía hidroeléctrica.
La explotación de la tierra:
- Las tierras arables: 14%;
- Cultivos permanentes: 0%;
- Pastos permanentes: 42%;
- Los bosques: 15% (est. 1993).

Los recursos en agua ascienden a 2.711,5 millones de metros cúbicos en los ríos y 828,8 millones extraídos de las capas subterráneas. El total de recursos disponibles es de 2.821,4 millones de metros cúbicos de los cuales el 80,9% se encuentran en la cuenca del Río Yangtze. En 1993, 498.720 km² eran tierras de regadío.

## Desastres naturales

### Ciclones
Los huracanes son frecuentes, cinco por año, por término medio, a lo largo de las costas orientales y meridionales, y causan inundaciones en combinación con las lluvias del monzón.
hay muchas tormentas en el oeste de china.

### Urbanización
China se enfrenta a un masivo éxodo rural provocado por la industrialización de la agricultura, este éxodo ha aumentado el número de habitantes de las ciudades de los 77 millones en 1953 a 190 millones en 1980 y 470 millones en 2000 a unos 650 millones en 2008 (incluida una «población flotante» de 150 millones de trabajadores emigrantes).
Se han creado 246 nuevos pueblos a partir de 1990 hasta el 2008, y están previstas 400 nuevas ciudades antes de 2020 para acoger a los nuevos campesinos llegados a la ciudad. Antiguas ciudades, como Shenzhen o Chongqing han superado los 10 millones de habitantes. Entre 89 ciudades chinas de más de un millón de habitantes, 49 han sido creadas entre finales del decenio de 1980 y 2008. Solo el 45% de los ciudadanos chinos vivían en ciudades en 2008, pero esta tasa será del 60% en 2020, de acuerdo con los estudiosos que creen que el éxodo rural llegará a los 300 millones de habitantes en las ciudades. Está en desarrolló un primer proyecto de ciudad ecológica para 1 millón de habitantes.
Estos fenómenos de periurbanización y de urbanización se acompañan de un gran desarrollo automovilístico y de la red de carreteras, fuentes de contaminación, de pérdida de áreas naturales y agrícolas, así como de fragmentación ecológica del territorio.

## Reclamaciones de tierras y zonas administrativas especiales
China también tiene fronteras comunes con dos zonas administrativas especiales: Hong Kong (30 km) y Macao (0,34 km).
Disputas territoriales:
- Taiwán;
- Islas Diaoyu (Senkaku en japonés), reclamadas por el Japón y China;
- Cachemira;
- Arunachal Pradesh;
- Islas del Mar de la China Meridional (islas Spratly e Islas Paracel).

## Áreas protegidas de China

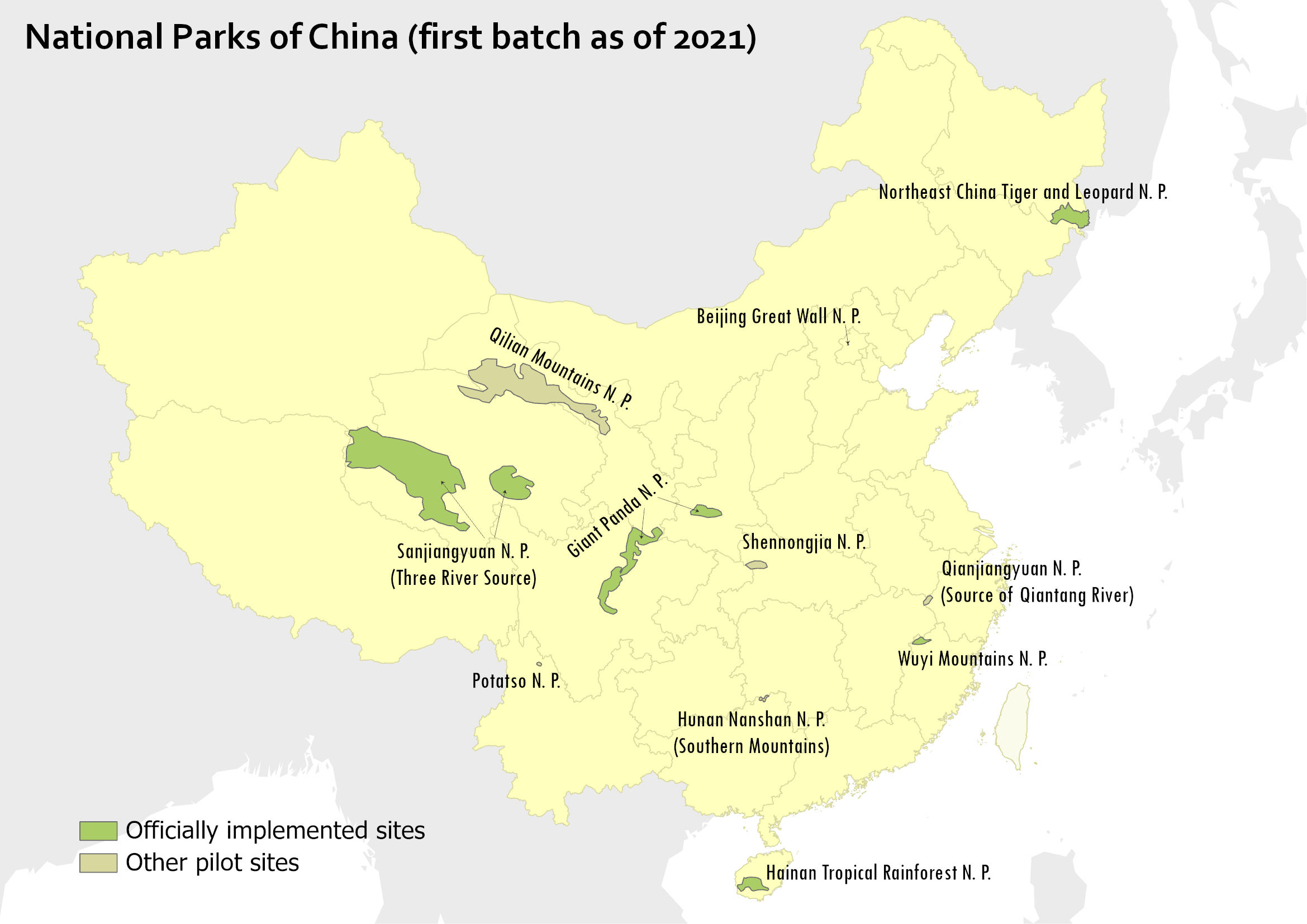
Parques nacionales de China en 2021

La IUCN constata la existencia de 2960 áreas protegidas en China, que cubren una extensión de 1.461.913 km2, un 15,62% de la extensión del país, y 48.126 km2 de áreas marinas, el 5,48% de la superficie marina. La información sobre la naturaleza de las zonas protegidas está restringida, mientras que algunas fuentes consideran que hay once parques nacionales, otras informan de 208 parques.(Anexo:Parques nacionales de la República Popular China) Hay muchas formas de áreas protegidas en China. Según su importancia relativa, pueden dividirse en dos o tres niveles (nacional, provincial y del condado). Los niveles más altos, áreas preservadas de bolsillo, sin caza, sin pesca, de conservación de recursos medicinales, de bosques por sus semillas o de fuentes de agua están restringidas a niveles provinciales. Los niveles más bajos, a nivel de granjas, son propios de los condados. El sistema de parques nacionales incluye muchas otras áreas de nivel inferior. También hay parques nacionales culturales, reservas naturales nacionales, áreas nacionales paisajísticas e históricas, áreas protegidas de concentración de fósiles, áreas nacionales sísmicas, geoparques nacionales, ecoparques, parques forestales nacionales de germoplama, parques estatales clave, parques nacionales en humedales urbanos, parques nacionales de humedales, parques de aguas naturales, parques naturales nacionales de pastizales, parques nacionales de desiertos, áreas protegidas desérticas arenosas nacionales, áreas nacionales protegidas marinas especiales y áreas de conservación de germoplasma acuáticos.
Además, hay 64 sitios Ramsar, 29 reservas de la biosfera de la UNESCO y 28 sitios Patrimonio de la humanidad.